# 삼성 SGH-E700

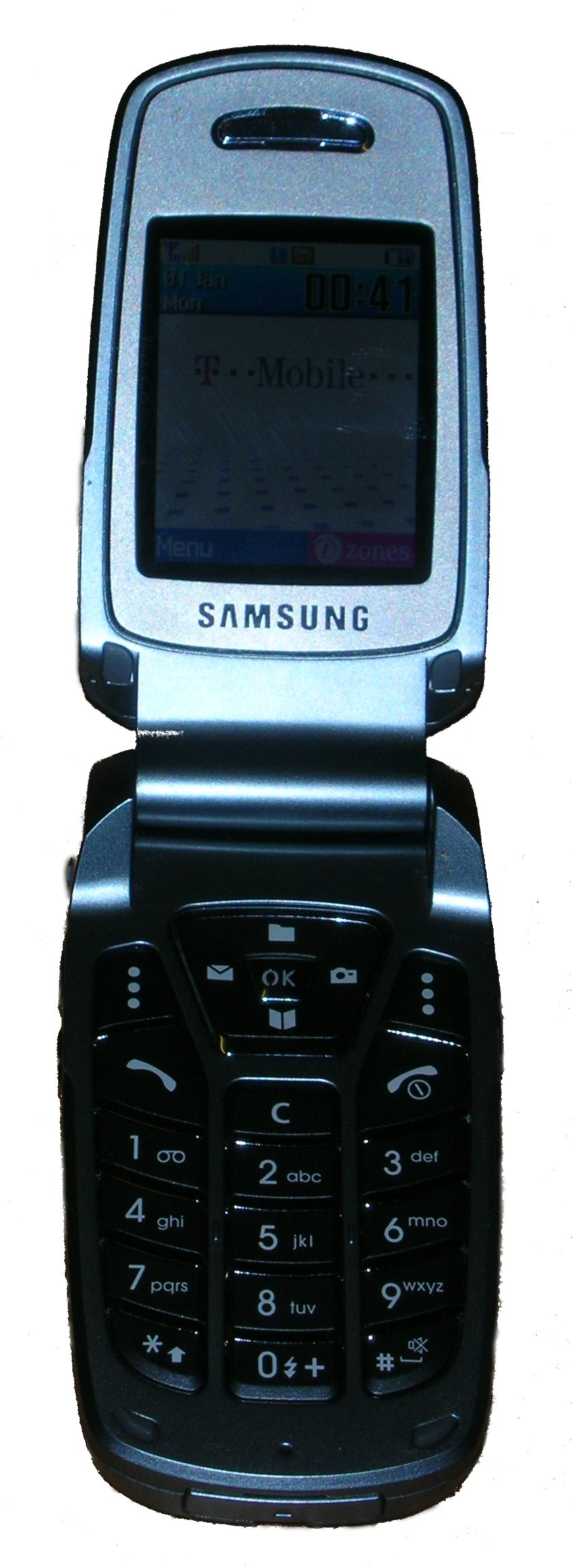
삼성 SGH-E720(E700과 유사한 모델)

삼성 SGH-E700(Samsung SGH-E700)은 삼성그룹이 디자인한 휴대 전화로, 최초로 내장된 안테나폰이다. 2003년 삼성에서 발표한 후 단종되었다. 생산 기간 동안 1,000만 개 이상이 판매되었다.
스토리지에는 사진 및 MMS 메시지용 공유 메모리 9MB, 자바 앱용 600Kb, 단문 메시지 200개가 저장되었다.